# Leisure Suit Larry
Leisure Suit Larry és una sèrie d'aventures gràfiques per a adults creada per Al Lowe quan treballava a Sierra On-Line. La sèrie narrava les desventures de Larry Laffer, un home madur encallat als anys 70 en el seu intent de seduir a una sèrie d'atractives dones en diferents ambients, com en un balneari o un creuer, tot amb grans dosis d'humor.

## Editors de la sèrie
Leisure Suit Larry va ser una de les sèries principals de Sierra On-Line fins que aquesta va ser adquirida per CUC International en una OPA hostil, poc després va ser cancel·lat el desenvolupament de la seva octava entrega, forçant a Al Lowe a retirar-se.
Des de llavors, la propietat intel·lectual de la sèrie ha anat canviant de companyia en companyia, fins que ha acabat en possessió de Codemasters, durant aquest temps van llançar dos títols nous a la sèrie, sense la participació de Al Lowe, on el protagonisme recau en Larry Lovage, el nebot de Larry Laffer. Cap d'aquest dos títols no va obtenir bones crítiques ni bona acceptació per part dels fans.
A l'octubre del 2011 Replay Games va anunciar que havia aconseguit una llicència de la sèrie i tenia plans de fer un remake de la primera aventura amb la col·laboració d'Al Lowe. Finalment el joc va ser llançat el 27 de juny de 2013.
El dia 11 de setembre de 2013 Al Lowe va anunciar que donava per terminada la seva relació amb Replay Games, deixant el futur de la sèrie en l'aire.

## Jocs de Larry Laffer

### Leisure Suit Larry in the Land of the Lounge Lizards
Larry Laffer és un venedor de software de 38 anys que, decidit a perdre la virginitat, es dirigeix a Lost Wages amb intenció d'iniciar una nova vida de conqueridor i, a poder ser, trobar el veritable amor.
Aquest primer joc està basat en Softporn, una aventura textual del qual agafa l'estructura.
Leisure Suit Larry in the Land of the Lounge Lizards va sortir a la venda l'any 1987 i, tot a que en un principi no va obtenir unes xifres de vendes gaire altes, aquestes es van mantenir durant força temps, convertint-se així en un èxit.

### Leisure Suit Larry Goes Looking for Love (in Several Wrong Places)
Després de conèixer a Eva, Larry pensava que havia trobat la dona de la seva vida, però després de comprovar que ella no recorda ni qui és, li queda clar que allò va ser un romanç d'una sola nit. Després de guanyar un viatge de plaer a un concurs de ràdio, decideix gaudir d'unes vacances i seguir en la seva cerca d'amor, sense saber que està sent perseguit per agents de la KGB i el malvat Dr. Nonooke.
El joc va sortir a l'Octubre de 1988 i va obtenir bones crítiques.

### Leisure Suit Larry III: Passionate Patty in Pursuit of the Pulsating Pectorals
La historia se situa un any després de la part anterior. Nontoonyt Island s'ha convertit en un complex turístic i Larry troba que la vida de casat no és el que ell pensava, després que la seva dona el fes fora de casa i que el seu sogre l'acomiadés, Larry decideix oblidar-se del seu objectiu de trobar l'amor i tornar a ser un seductor que va saltant de flor en flor.
Les bones vendes dels tres primers capítols van fer que es decideixi continuar amb al sèrie, que en principi havia sigut pensada com una trilogia.

### Leisure Suit Larry in the Land of the Lounge Lizards VGA
El 1991 Sierra On-Line va llançar un remake de la primera entrega de la sèrie, aquesta entrega va renovar els gràfics i afegir una interfície d'apuntar i clicar basada en icones en comptes de en text. A part d'això no va afegir res més al joc, deixant la història i els puzzles iguals que a la versió de 1987.

### Leisure Suit Larry 5: Passionate Patty Does a Little Undecover Work
Larry es troba de sobte treballant a una oficina d'una empresa de cinema per a adults sense recordar com ha arribat allà. Durant una reunió encarreguen a Larry que surti en busca de dones atractives per aparèixer en el nou vídeo de la companyia, "Els videos casolans més sexis d'America".
Mentre, Passionate Patty és reclutada per l'FBI per aconseguir proves a dues companyies discogràfiques sospitoses d'afegir missatges subliminals als seus discos.
Durant el joc el jugador anirà controlant per separat als dos personatges, que avançaran paral·lelament en les seves respectives trames.

### Leisure Suit Larry 6: Shape Up or Slip Out!
Mentre Larry passeja per la platja, arriba una limusina que l'invita a participar en un concurs per buscar parella, en el que guanya una estada amb les despeses pagades a La Costa Lotta, un balneari de luxe. Un cop allà l'objectiu de Larry serà seduir a totes les dones que pugui.
Va sortir a la venda al Juny de 1993 i va aconseguir una bona rebuda per part del públic. Aquesta entrega va ser rellançada un temps més tard, amb gràfics millorats i doblatge. Aquesta versió millorada no va arribar a sortir a la venda fora dels Estats Units.

### Leisure Suit Larry: Love for Sail
Després d'haver de sortir corrents de La Costa Lotta, Larry decideix relaxar-se i anar a fer un creuer a un vaixell de luxe. Allà s'entera que tenen el costum de, a cada viatge, fer un concurs entre tots els passatgers per comprovar qui és el millor amant, el guanyador serà premiat amb la companyia de la capitana durant la resta del viatge. Larry no dubte ni un moment en participar, tot seduint a totes les dones que pugui durant el concurs.
Aquesta sisena entrega va sortir el 1996, presentava uns gràfics d'estil cartoon i presentava una interfície totalment nova, en la que es descartaven les icones d'accions a favor d'uns menús desplegables que apareixien quan mantenies polsat el botó del ratolí.

## Jocs de Larry Lovage

### Leisure Suit Larry: Magna Cum Laude
Primer dels jocs que no van comptar amb la col·laboració d'Al Lowe. Aquesta entrega ens presenta a Larry Lovage, nebot de Larry Laffer. Lovage és un universitari que només pensa a lligar amb totes les companyes que pugui, i durant el desenvolupament del joc, aquest serà l'objectiu.
A diferència de la resta d'entregues, aquest joc no és una aventura gràfica, sinó més aviat un joc de minijocs, on el desenvolupament de la història depèn de l'èxit en aquests minijocs.
Tot i el rebombori que hi va haver al saber del desenvolupament d'una nova entrega de la sèrie, el joc no va tenir gaire bona acollida entre el públic, que van trobar que aquesta nova entrega no mantenia els trets que havia mantingut la sèrie durant els anys.

### Leisure Suit Larry: Box Office Bust
Box Office Bust presenta de nou a Larry Lovage, que va a ajudar al seu oncle al seu estudi Laffer Studios. Lovage haurà de fer encàrrecs per al seu oncle i a la vegada intentar desenmascarar a un infiltrat d'un estudi rival.
Igual que l'anterior entrega, aquest títol no va recuperar els trets més diferenciadors de la serie. Aquest joc va tenir unes crítiques molt dolentes, arribant a una puntuació d'entre 17 a 20 sobre 100 a Metacritic, una de les més baixes de la pàgina web.

## Jocs de Replay Games

### Leisure Suit Larry: Reloaded
A l'octubre de 2011 Replay Games va anunciar que havia aconseguit els drets per a fer una nova entrega de la serie i que comptarien amb la col·laboració de Al Lowe, creador de la sèrie.
Després d'una exitosa campanya a Kickstarter, al juny de 2013 va sortir a la venda aquest no videojoc, que era una nova versió del primer títol de la serie. En aquesta ocasió no es van limitar a fer una nova versió amb gràfics actualitzats, sinó que es va fer una revisió de tots els puzzles del joc i van repensar les seves solucions, en paraules d'Al Lowe, "aquesta era la seva oportunitat per arreglar tots aquells puzzles que ha odiat durant vint anys i sempre ha volgut canviar". A més de tot això es van afegir nous continguts, com Jasmine, un nou interès amorós per Larry.
Segons Replay Games i el mateix Al Lowe, la intenció era revisitar totes les entregues de la sèrie original de Leisure Suit Larry amb els ingressos que donessin la venda d'aquesta videojocs i fins i tot, si es podia, fer remakes d'altres títols de Sierra On-Line. Tot i així, Al Lowe va anunciar el dia 11 de setembre de 2013 que donava per finalitzada la seva relació amb Replay Games i que no tornaria a participar en cap joc de la sèrie mentre Replay Games en fos responsable.

## Jocs no llançats

### Leisure Suit Larry 4: The Missing Floppies
El quart títol de la sèrie no ha existit mai, se l'ha dit així fent broma amb el fet que la raó que no hi hagués una quarta part és que els disquetes que contenien el joc es van perdre abans que es poguessin fer copies per vendre.
Durant la resta d'episodis de la franquícia es fan bromes respecte al contingut d'aquesta quarta part, referint-se a ella com si haguessin succeït fets meravellosos i impressionants, deixant al jugador amb el dubte que va passar veritablement.

### Leisure Suit Larry 8: Lust in Space
Quan Sierra On-Line va ser adquirida per CUC International es trobaven treballant en una octava part dita Leisure Suit Larry 8: Lust in Space (també referida de vegades com Leisure Suit Larry 8: Larry explores Uranus pel teaser que apareix al final de Love for Sail), aquest episodi va ser cancel·lat poc després de l'adquisició i mai no va arribar a veure la llum.
Segons el mateix Al Lowe, en aquesta entrega Larry seria abduït per extraterrestres, que l'introduirien en una il·lusió plena de dones atractives i de discoteques dels 70. En realitat, els extraterrestres estaven utilitzant a Larry per crear un exèrcit d'híbrids per a conquerir la Terra.